# Ludwig Brinkmann
Heinrich Friedrich Ludwig Brinkmann (* 20. April 1826 in Thal; † 12. November 1894 in Holzhausen) war ein deutscher Landwirt und Politiker.
Brinkmann war der Sohn des Gastwirten Heinrich Brinkmann und dessen Ehefrau Wilhelmine geborene Stuckenbrock. Er heiratete am 17. November 1853 in Holzhausen in erster Ehe Sophie Steinmeyer. Am 30. November 1877 heiratete er in Holzhausen in zweiter Ehe Dorothea Bertha Hausmann aus Hillentrup. Er war Landwirt und Bürgermeister in Holzhausen. 1863 bis 1864 war er Mitglied im Spezial-Landtag für das Fürstentum Pyrmont. 1866 bis 1869 und erneut 1878 bis 1892 war er für den Wahlbezirk Pyrmont Mitglied im Landtag des Fürstentums Waldeck-Pyrmont.